# ماجاندرا ديلفينو
ماجاندرا ديلفينو هي مغنية ومغنية مؤلفة وملحنة وممثلة أمريكية وفنزويلية، ولدت في 20 فبراير 1981 بكاراكاس في فنزويلا.

## أعمال

### أفلام
- (2000) إتجار[4][5][6]
- (2010) الحياة كما نعرفها[7][8]

### مسلسلات
- روزويل

## وصلات خارجية
- ماجاندرا ديلفينو على موقع IMDb (الإنجليزية)
- ماجاندرا ديلفينو على موقع قاعدة بيانات الأفلام العربية
- ماجاندرا ديلفينو على موقع ألو سيني (الفرنسية)
- ماجاندرا ديلفينو على موقع ميوزك برينز (الإنجليزية)
- ماجاندرا ديلفينو على موقع أول موفي (الإنجليزية)
- ماجاندرا ديلفينو على موقع إن إن دي بي (الإنجليزية)
- ماجاندرا ديلفينو على موقع قاعدة بيانات الفيلم (الإنجليزية)
- ماجاندرا ديلفينو على موقع كينوبويسك (الروسية)